# Ku Cegielni
Ku Cegielni – część wsi Owczary, położona w  województwie świętokrzyskim, w powiecie buskim, w gminie Busko-Zdrój.
W latach 1975–1998 Ku Cegielni administracyjnie należało do województwa kieleckiego.